# Antonio Riberi
Antonio kardinál Riberi (15. června 1897, Monte Carlo – 16. prosince 1967, Řím) byl římskokatolický kněz, papežský diplomat a kardinál pocházející z Monaka.

## Biografie
Kněžské svěcení přijal 29. června 1922 v Římě. V letech 1925–1930 působil jako atašé na nunciatuře v Bolívii, další čtyři roky jako poradce na nunciatuře v Irsku.
V srpnu 1934 byl jmenován titulárním arcibiskupem a 4. listopadu téhož roku byl jmenovaný apoštolským delegátem pro africké misie se sídlem v Mombase. Biskupské svěcení mu udělil kardinál Pietro Fumasoni Biondi. Po druhé světové válce byl třináct let (1946–1959) nunciem v Chile, jako nuncius v Irsku působil v letech 1959–1962. Jeho posledním působištěm ve funkci nuncia bylo Španělsko. Při konzistoři v roce 1967 ho papež Pavel VI. jmenoval kardinálem. Zemřel ještě téhož roku na infekci plic.